# Soffy O
Soffy O, de son vrai nom Sophia Larsson Ocklind, est une chanteuse suédoise de musique électronique.

## Histoire
Soffy O rejoint le groupe berlinois Toktok en 1999. Avec le groupe, elle enregistre un premier succès en 2001, le single Missy Queen Is Gonna Die, qui est récompensé par le Deutscher Dance Award du meilleur nouveau venu, suivi d'un autre succès avec Day of Mine en 2002.
Le 18 août 2006, Soffy O sort son premier album solo, The Beauty of it, sous le label Virgin (EMI).

## Discographie

### Albums studio
- 2002 : Toktok vs. Soffy O  (Toktok vs. Soffy O)
- 2006 : The Beauty of It
- 2010 : Life's a Soap (Hector, Manolo & Soffy O)
- 2018 : Yes No Yes  (Toktok vs. Soffy O)

### Singles
- 2001 : Missy Queen's Gonna Die (Toktok vs. Soffy O) (38e place des charts allemands[3]
- 2002 : Day of Mine (Toktok vs. Soffy O) (48e place des charts allemands[3])
- 2004 : Too Late / Redeemer (Toktok vs. Soffy O) (47e place des charts allemands[3])
- 2006 : Everybody's Darling
- 2006 : Maybe a Dog
- 2010 : The One (Hector, Manolo & Soffy O)

## Distinctions
- 2001 : Dance Music Award dans la catégorie Critics Choice Track (pour Missy Queen's Gonna Die)